# Krotoszyn
Krotoszyn és una ciutat de Polònia, pertany al voivodat de Gran Polònia. Es troba a 88 km al sud-oest de Poznań, capital de la regió. El 2016 tenia 29.113 habitants.

## Agermanaments
- Fontenay-le-Comte, França
- Bucak, Turquia
- Maišiagala, Lituània
- Brummen, Països Baixos
- Dierdorf, Alemanya